# Boris Tukan
Boris Tukan (în rusă Борис Тукан; n. 1 august 1923, Comrat, România – d. 1 martie 2012, Ierusalim, Palestina) a fost un evreu basarabean, dialectolog, lexicograf, traducător și turcolog sovietic moldovean și israelian.

## Biografie
S-a născut în târgul Comrat din județul Tighina, Basarabia (România interbelică). După cel de-Al Doilea Război Mondial s-a stabilit la Chișinău. A absolvit studiile postuniversitare la departamentul studiilor turcice ale Institutului de lingvistică al Academiei de Științe din URSS. În 1965 și-a susținut teza pentru gradul de candidat la științele filologice pe tema „Dialectul de Vulcănești al limbii găgăuze”. Până acum, nepublicată ca o monografie separată, această lucrare a pus totuși bazele dialectologiei găgăuze, prezentând prima descriere lingvistică detaliată a unuia dintre cele două dialecte ale limbii găgăuze moderne. 
A fost unul dintre compilatorii primului (și cel mai mare până în prezent) dicționar găgăuz–rus–moldovenesc (1973). De asemenea, a participat la compilarea mai multor dicționare ale „limbii moldovenești”, la crearea manualelor de limba găgăuză pentru școala elementară, sub redacția sa au fost publicate colecțiile de poezie ale scriitorilor găgăuzi Dimitri Karacioban și Dionis Tanasoglu. Împreună cu romancierul Rubin Udler, a investigat contactele de limbă găgăuză–„moldovenească”. S-a angajat în studii de folclor și editarea de beletristică găgăuză, în editura „Scriitorul sovietic” (Советский писатель).
În 1973, a solicitat permisiunea de a emigra în Israel, a fost însă refuzat până în anul următor. Drept urmare, a fost demis (1973) de la Institutul de Limbă și Literatură al Academiei de Științe a RSSM și își câștiga existența doar din slujbe ocazionale de redacție. În 1974 s-a stabilit la Ierusalim. Acolo a fost angajat în studii comparative ale surselor hazare și ale limbii karaite moderne, precum și folclor și limba krîmceakă la Institutul Ben-Zvi de la Universitatea Ebraică.
În anii 1980 și 1990, s-a concentrat pe traducerea cărților individuale ale Bibliei în limba găgăuză. În 1997, sub auspiciile Institutului pentru Traducerea Biblică, traducerea sa comună a Evangheliei după Luca în găgăuză a fost publicată împreună cu Stepan Bairaktar. În 2003, la împlinirea a 80 de ani ai filologului, la Chișinău, a fost publicată prima sa traducere completă a Noului Testament în limba găgăuză, publicată în alfabetul latin (adoptat în 1993 și aprobat definitiv în 1996), conform noilor reguli de ortografie.